# Gyula Grosics
Gyula Grosics (Dorog, 4 febbraio 1926 – Budapest, 13 giugno 2014) è stato un allenatore di calcio e calciatore ungherese, portiere della nazionale ungherese degli anni cinquanta.

## Carriera
Era lui a difendere la porta della squadra ungherese (la cosiddetta Aranycsapat) nella storica vittoria sull'Inghilterra allo stadio di Wembley nel 1953.
Soprannominato dai tifosi ungheresi Fekete Párduc (Pantera nera), gli viene attribuita la paternità dell'atteggiamento da difensore aggiunto, per la sua capacità di uscire anche dalla propria area e per la buona attitudine al gioco di piede.
Con la nazionale ungherese ha partecipato a tre edizioni consecutive del Campionato mondiale, nel 1954, nel 1958 e nel 1962.
Nel 2008, all'età di 82 anni, gli viene data l'opportunità di giocare un'amichevole con la squadra che tifava, il Ferencváros, contro lo Sheffield United 46 anni dopo il rifiuto del regime comunista che gli impose di giocare per la Honvéd.
Gyula batte il calcio di inizio e resta in porta quaranta secondi, prima di essere sostituito. Alla fine della partita, il club ha ritirato per sempre la maglia numero uno.

## Palmarès

### Giocatore

#### Club
- Campionato ungherese: 4

Honvéd: 1952, 1954, 1955, 1956

#### Nazionale
- Oro olimpico: 1

Ungheria: 1952
- Coppa Internazionale: 1

Ungheria: 1953